# They All Come Out
Pour plus de détails, voir Fiche technique et Distribution.
They All Come Out est un film américain réalisé par Jacques Tourneur, sorti en 1939.

## Synopsis
Film de fiction avec un contrepoint documentaire sur la réhabilitation des prisonniers du système pénitentiaire américain.

## Fiche technique
- Titre original : They All Come Out
- Réalisation : Jacques Tourneur
- Scénario : John C. Higgins
- Direction artistique : Elmer Sheeley
- Costumes : Dolly Tree
- Photographie : Clyde De Vinna, Paul C. Vogel
- Son : Douglas Shearer
- Montage : Ralph E. Goldstein
- Musique : David Snell, Edward Ward
- Production : Jack Chertok
- Société de production : Metro-Goldwyn-Mayer
- Société de distribution : Loew's
- Pays d’origine :  États-Unis
- Langue originale : anglais
- Format : noir et blanc — 35 mm — 1,37:1 — son Mono (Western Electric Sound System)
- Genre : drame
- Durée : 70 minutes
- Dates de sortie :
  - États-Unis : 14 juillet 1939

## Distribution
- Rita Johnson : Kitty Carson
- Tom Neal : Joe Z. Cameron
- Bernard Nedell : Clyde "Reno" Madigan
- Edward Gargan : George "Bugs" Jacklin
- John Gallaudet : Albert "Groper" Crane
- Addison Richards : Gardien (prison d'Atlanta)
- Frank M. Thomas : Superintendant (prison de Chillicothe)
- George Tobias : "Sloppy Joe"
- Ann Shoemaker : Dr Ellen Hollis
- Charles Lane : Psychiatre

Acteurs non crédités
- Adrian Morris : Juge
- Douglas Wood : Premier docteur

## Production
Au départ, ce film devait être un moyen métrage sur le système pénitentiaire, dans la série "Le crime de paye pas" de la MGM, coproduite par le ministère de la Justice. Jacques Tourneur et Clyde De Vinna commencèrent à tourner des scènes de prison fin 1938. Puis "They All Come Out" fut finalement complété par l'histoire d'amour entre Joe et Kitty.